# Syfy
Pour les articles homonymes, voir Syfy (homonymie).
Syfy (stylisé comme SYFY), anciennement Sci-Fi Channel (plus tard abrégé en Sci Fi), est une chaîne de télévision américaine spécialisée dans la science-fiction, le film catastrophe, l'imagination, le paranormal et l'horreur. Elle est la propriété du groupe NBCUniversal.
Elle est diffusée aux États-Unis et a douze déclinaisons dans le monde dont une au Royaume-Uni, en Allemagne, au Portugal, au Brésil, aux Pays-Bas, en Espagne, en Pologne, en Serbie, au Portugal pour l'Amérique latine, une pour l'Asie et une en France.

## Historique

Logo de Sci Fi, 2002-2009

Logo de Syfy, 2009-2017

Sci-Fi Channel est créée le 24 septembre 1992.
Le 7 juillet 2009 aux États-Unis, la chaîne a été renommée SyFy (à l'automne pour les déclinaisons). La direction de la chaîne a déclaré à propos de ce changement de nom que Sci-Fi faisait penser à l'espace, aux extra-terrestres et au futur, mais pas au paranormal, au surnaturel, à l'action, à l'aventure et aux super-héros. La chaîne avait acheté ce nom quelques mois plus tôt au site SyFy Portal, qui a depuis pris le nom d'Airlock Alpha.
L'élargissement de la cible de la chaîne est de plus en plus critiqué, avec l'intégration de programmes tels que de la téléréalité comprenant des thèmes de science-fiction au détriment de programmes phares au cœur de cible de la chaîne comme les séries Stargate Atlantis puis Stargate Universe ou encore Caprica qui se voient annulées par manque de rentabilité.
La chaîne est aussi connue pour Sci Fi Magazine édité par Scott Edelman aujourd'hui Science Fiction Weekly.

## Canada
Syfy n'est pas autorisée pour distribution au Canada. Par contre, les séries originales de Syfy sont partagées ou co-produites avec Space/CTV Sci-Fi Channel ou Showcase.

## Programmation

### Séries originales diffusées actuellement
- Resident Alien[3] (adaptation du comic, depuis le 27 janvier 2021)[4]
- Chucky[5] (depuis le 12 octobre 2021)[6]
- SurrealEstate (en) (série canadienne, depuis 2021)
- Reginald the Vampire (depuis 2022)
- The Ark (depuis 2023)

### Sports
- ECW (Show de catch de la WWE) (2006-2010)
- WWE NXT (Show de catch de la WWE) (2010)
- SmackDown (Show de catch de la WWE) (2010-2014)

### Anciennes séries
- 5 jours pour survivre (5ive Days to Midnight) (2004)
- 12 Monkeys (2015–2018)
- Aftermath (en) (2016)
- Alien News Desk (en)[7] (animation de fin de soirée par SNL, 2019)
- Alphas (2011–2012)
- Andromeda (2000–2005)
- Ascension (2014)
- Astrid & Lilly Save the World (2022)[8]
- Battlestar Galactica (2003–2009)
- Being Human (2011–2014)
- Bitten (2014–2016)
- Blood Drive (2017)
- Caprica (2010)
- Channel Zero (anthologie d'horreur, 2016–2018)
- Con Man (en)[9] (websérie, 13 épisodes, 2017)
- Continuum (série canadienne, 2013–2015)
- Dark Matter (2015–2017)
- Day of the Dead (en)[10] (2021)[11]
- Deadly Class (2019)
- Defiance (2013–2015)
- Devil May Care (animation, 2021)[12]
- Dominion (2014–2015)
- Eureka (2006–2012)
- The Expanse (2015–2018 puis Amazon Video)
- Exposure (en) (2000–2002)
- Farscape (1999–2003)
- First Wave (1998–2001)
- Flash Gordon (2007–2008)
- Ghost Wars (2017)
- Happy! (2017–2019)
- Haven (2010–2015)
- Helix (2014–2015)
- Hunters (2016)
- Incorporated (2016–2017)
- Invisible Man (2000–2002)
- Killjoys (2015–2019)
- Krypton (2018–2019)
- Lost Girl (série canadienne, 2012–2016)
- The Lost Room (2006)
- The Magicians (2015–2020)
- Mystery Science Theater 3000 (1997–1999)
- Nightflyers[13] (2018)[14]
- Olympus (en) (2015)
- Au-delà du réel : L'aventure continue (The Outer Limits) (2001–2002)
- Painkiller Jane (2007)
- Poltergeist : Les Aventuriers du surnaturel (Poltergeist: The Legacy) (1998–1999)
- Sanctuary (2008–2011)
- Sliders : Les Mondes parallèles (Sliders) (1998–2000)
- Stargate Atlantis (2004–2009)
- Stargate SG-1 (Showtime 1997–2002, Sci-Fi 2002–2007)
- Stargate Universe (2009–2011)
- Superstition[15] (2017–2018)
- SurrealEstate (en)[10] (série canadienne, 2021)
- Disparition (Taken) (2002)
- Tremors (2003)
- Les Décalés du cosmos (Tripping the Rift) (2004–2005)
- Vagrant Queen (en)[16] (2020)[17]
- Van Helsing (2016–2021)
- Warehouse 13 (2009–2014)
- Wynonna Earp (2016–2021)
- Z Nation (2014–2018)

### Anciennes séries importées
- Doctor Who (2005–2008)

### Rediffusion sur Syfy
- Babylon 5
- Code Quantum
- Star Trek
- Firefly
- Threshold : Premier Contact
- ReGenesis
- Lost : Les Disparus
- Night Stalker : Le Guetteur
- Merlin

## Émissions et documentaires
- Cha$e (en) (téléréalité de compétition, 2008)
- Countdown to Doomsday (Les dix scénarios les plus susceptibles de provoquer la fin du monde) (film documentaire, 2006)
- Créatures extrêmes : Le défi (téléréalité de compétition, 2014–en cours)
- Estate of Panic (en) (téléréalité d'enfermement, 2008)
- Face Off (téléréalité de compétition, 2011–en cours)
- Les Traqueurs de fantômes (Ghost Hunters, téléréalité paranormale, 2004–en cours)
- Mad Mad House (en) (téléréalité de compétition, 2004)
- Master Blasters (en) (jeu, 2005)
- Scare Tactics (en) (téléréalité, 2003–2004, 2008–2009)
- Proof Positive (en) (téléréalité paranormale, 2004)
- Beast Legends (en) (mini-série documentaire, 2010)
- FTL Newsfeed (en) (flashforward, 1992–1996)
- Who Wants to Be a Superhero? (en) (Qui veut devenir un super-héros ?) (téléréalité de compétition, 2006–2007)
- Destination Vérité (Destination Truth) (téléréalité paranormale, 2007–2012)
- Fact or Faked: Paranormal Files (Paranormal Files : info ou intox) (téléréalité paranormale, 2010–2012)
- Hollywood Treasure (en) (téléréalité de compétition, 2010–2012)

## Syfy (films originaux)[18]

### 2000
1. Dune (3 au 6 décembre)

### 2001
1. FBI : Enquête interdite (Mindstorm) (28 février)
2. Matthew Blackheart: Monster Smasher (13 octobre)
3. Chasseurs de démons (Soulkeeper) (13 octobre)
4. Alien Evolution (Epoch) (24 novembre)

### 2002
1. Babylon 5 : La Légende des Rangers (Babylon 5: The Legend of the Rangers) (19 janvier)
2. Gen-Y Cops (Jackie Chan Presents: Metal Mayhem) (23 février)
3. Firestarter : Sous l'emprise du feu (Firestarter: Rekindled) (10 mars)
4. Project Viper (20 avril)
5. Le Bateau des ténèbres (Lost Voyage) (11 mai)
6. Python 2 (17 août)
7. Invasion finale (Terminal Invasion) (14 septembre)
8. Saint Sinner (Clive Barker Presents Saint Sinner) (26 octobre)
9. Jurassic Tiger (Sabretooth) (16 novembre)
10. Interceptor Force 2 (30 novembre)

### 2003
1. Dragon Fighter (4 janvier)
2. Control Factor (18 janvier)
3. Anticorps (Antibody) (8 février)
4. Contamination mortelle (Do or Die) (22 février)
5. Les Enfants de Dune (Frank Herbert's Children of Dune) (16-18 mars)
6. Riverworld, le monde de l'éternité (Riverworld) (22 mars)
7. Cube 2 (Cube 2: Hypercube) (5 avril)
8. Ultimate Limit (Threshold) (19 avril)
9. Warnings (Silent Warnings) (3 mai)
10. Deathlands : Le Chemin du retour (Deathlands: Homeward Bound) (17 mai)[19]
11. Encrypt (14 juin)
12. La Reine des prédateurs (Webs) (28 juin)
13. Alien Hunter (19 juillet)[20]
14. Projet Momentum (Momentum) (26 juillet)[20]
15. Absolon (23 août)
16. Bugs (6 septembre)
17. La Créature des abysses (Deep Shock) (17 septembre)
18. L'Attaque des guêpes tueuses (Deadly Swarm) (20 septembre)
19. Beyond Re-Animator (4 octobre)
20. The Bone Snatcher (25 octobre)
21. Alien Evolution 2 (Epoch: Evolution) (29 novembre)[21]

### 2004
1. Dragon Storm (24 janvier)[22]
2. Predatorman (Alien Lockdown) (7 février)
3. Skeleton Man (Skeletonman) (1er mars)
4. Cultus : Organismes Génétiquement Monstrueux (Snakehead Terror) (13 mars)[23]
5. Phantom Force (27 mars)
6. Boa vs. Python (22 mai)
7. Impact final (Post Impact) (12 juin)[24]
8. Sœurs de glace (Decoys) (26 juin)
9. Ils sont parmi nous (They Are Among Us) (17 juillet)
10. La Secte des vampires (Vampires: Out for Blood) (31 juillet)
11. Raptor Island (21 août)[24]
12. Lumière noire (Darklight) (18 septembre)[25]
13. Frankenfish (9 octobre)
14. Farscape : Guerre pacificatrice (Farscape: The Peacekeeper Wars) (17-18 octobre)
15. La Vengeance des gargouilles (Gargoyle: Wings of Darkness) (30 octobre)
16. La Mutante 3 (Species III) (27 novembre)
17. Anonymous Rex (4 décembre)[26]
18. La Prophétie du sorcier (Legend of Earthsea) (13-14 décembre)
19. Puppet Master vs. Demonic Toys (18 décembre)

### 2005
1. Morphman (en) (Larva) (22 janvier)[27]
2. Terreur en haute mer (en) (Chupacabra: Dark Seas / Chupacabra Terror) (29 janvier)[27]
3. Slipstream (en) (12 février)[27]
4. Alien Siege (en) (26 février)[27]
5. Mosquitoman (en) (Mansquito) (12 mars)[27]
6. Alien Apocalypse (26 mars)
7. Intermedio (en) (29 mars)
8. Snakeman (en) (The Snake King) (9 avril)[28]
9. Man-Thing (30 avril)
10. La Vengeance de la momie (The Fallen Ones) (14 mai)[29]
11. Descente aux enfers (de) (Descent) (21 mai)[29]
12. Demon Hunter (en) (1er juin)
13. Crimson Force (4 juin)[29]
14. Sharkman (Hammerhead: Shark Frenzy) (18 juin)
15. Les Dents de sabre (Attack of the Sabretooth) (9 juillet)
16. Bloodsuckers (30 juillet)
17. Alien Express (en) (13 août)[29]
18. Komodo vs Cobra (19 août)
19. Ptérodactyles (Pterodactyl) (27 août)
20. Man with the Screaming Brain (10 septembre)
21. Le Chemin de la destruction (en) (Path of Destruction) (24 septembre)[30]
22. Donjons et Dragons, la puissance suprême (Dungeons & Dragons: Wrath of the Dragon God) (8 octobre)
23. Cerberus (29 octobre)[31]
24. Locusts : La Huitième Plaie (en) (Locusts: The 8th Plague) (12 novembre)[32]
25. Manticore (en) (26 novembre)[32]
26. Triangle (The Triangle) (5-7 décembre)

### 2006
1. Enterrés vivants (en) (Caved In: Prehistoric Terror) (7 janvier)[33]
2. Magma, désastre volcanique (Magma: Volcanic Disaster) (21 janvier)
3. House of the Dead 2 (11 février)
4. New York Volcano (Disaster Zone: Volcano in New York) (25 février)
5. Minotaur (en) (11 mars)[34]
6. L'Anneau sacré (Dark Kingdom: The Dragon King) (27-28 mars)
7. S.S. Doomtrooper (1er avril)
8. Mammouth, la résurrection (Mammoth) (22 avril)
9. Shockwave (A.I. Assault) (6 mai)
10. Abominable (20 mai)
11. Le Trou noir (en) (The Black Hole) (10 juin)[35]
12. Android Apocalypse (en) (24 juin)[35]
13. Slayer (en) (8 juillet)
14. La Dynastie des dragons (Dragon Dynasty) (22 juillet)
15. Stan Lee's Lightspeed (en) (26 juillet)
16. Projet Oxygène (en) (Savage Planet) (12 août)
17. Georges et le Dragon (George and the Dragon / Dragon Sword) (26 août)
18. Bigfoot, attaque en forêt (Sasquatch Mountain) (9 septembre)
19. Kraken : Le Monstre des profondeurs (Kraken: Tentacles of the Deep) (23 septembre)[36]
20. Death Row / Haunted Prison (14 octobre)[37]
21. Pumpkinhead : Les Condamnés (en) (Pumpkinhead: Ashes to Ashes) (28 octobre)[37]
22. Basilisk : Monstre du désert (de) (Basilisk: The Serpent King) (25 novembre)[38]
23. The Lost Room (11-13 décembre)
24. Dead and Deader (16 décembre)[39]

### 2007
1. Beowulf et la Colère des dieux (Grendel) (13 janvier)[40]
2. Attack of the Gryphon (27 janvier)
3. Pumpkinhead : Les Sacrifiés (en) (Pumpkinhead: Blood Feud) (10 février)[41]
4. Fire Serpent (24 février)
5. Collision fatale (Earthstorm) (10 mars)
6. Démons de pierre (Reign of the Gargoyles) (24 mars)
7. KAW (7 avril)
8. Lake Placid 2 (28 avril)
9. Ice Spiders (9 juin)
10. Les Ailes démoniaques (en) (Stan Lee's The Harpies)[42] (23 juin)
11. Supergator (en)[42] (14 juillet)
12. La Malédiction des sables (Sands of Oblivion) (28 juillet)
13. Hypnose 2 (Stir of Echoes: The Homecoming) (11 août)
14. Mega Snake (25 août)
15. L'Antre de l'araignée (In the Spider's Web) (26 août)
16. L'Instinct du chasseur (Maneater) (8 septembre)
17. Highlander : Le Gardien de l'immortalité (Highlander: The Source) (15 septembre)
18. Les Griffes de la forêt (Grizzly Rage) (16 septembre)
19. La Mutante 4 (Species: The Awakening) (29 septembre)
20. Lost Colony (Wraiths of Roanoke) (13 octobre)
21. La Créature du sous-sol (Something Beneath) (21 octobre)
22. Headless Horseman (27 octobre)
23. L'Attaque du crocodile géant (Croc) (4 novembre)
24. Bats: Human Harvest (10 novembre)
25. Battlestar Galactica: Razor (24 novembre)
26. Deux princesses pour un royaume (Tin Man) (2-4 décembre)
27. L'Œil de la Bête (Eye of the Beast) (8 décembre)
28. Showdown at Area 51 (15 décembre)

### 2008
1. La Terreur du Loch Ness (Beyond Loch Ness) (5 janvier)[43]
2. Ghost Voyage (en) (26 janvier)[43]
3. Instinct primal (Blood Monkey) (27 janvier)
4. Bone Eater (en) (9 février)
5. La Menace des fourmis tueuses (The Hive) (17 février)
6. Organizm (en) (Living Hell) (23 février)
7. Ogre (en) (8 mars)
8. L'Homme aux yeux de loup (Hybrid) (16 mars)
9. Rock Monster (en) (22 mars)
10. Odysseus, voyage au cœur des ténèbres (Odysseus and the Isle of the Mists) (12 avril)
11. Contamination: La Menace venue d'ailleurs (en) (Infected) (20 avril)
12. Warbirds (26 avril)
13. Aztec Rex (en) / Tyrannosaurus Azteca (10 mai)
14. The Werewolf Next Door (Never Cry Werewolf) (11 mai)
15. Heatstroke (de) (31 mai)
16. Jurassic Commando (100 Million BC) (22 juin)
17. Copperhead (en) (28 juin)
18. La Prophétie (Ghouls) (12 juillet)
19. Termination Point (20 juillet)
20. Anaconda 3 (Anaconda 3: Offspring) (26 juillet)
21. Le Monstre de l'arche (en) (Monster Ark)[44] (9 août)
22. Les Guêpes mutantes (Black Swarm) (17 août)
23. Les Ailes de la terreur (en) (Flu Bird Horror)[44] (23 août)
24. Ba'al : La Tempête de dieu (Ba'al: The Storm God) (13 septembre)
25. Vipers (21 septembre)
26. L'Énigme du sphinx (Riddles of the Sphinx) (27 septembre)
27. Tornades sur New York (NYC: Tornado Terror) (4 octobre)
28. Le Monstre des marais (Swamp Devil) (12 octobre)
29. Fire and Ice : Les Chroniques du dragon (Fire and Ice: The Dragon Chronicles) (18 octobre)
30. Battle Planet (cy) (2 novembre)
31. Yeti (Yeti: Curse of the Snow Demon) (8 novembre)
32. Lost City Raiders (22 novembre)
33. Cyclops (en) (6 décembre)
34. Shark in Venice (14 décembre)
35. Le Trésor perdu du Grand Canyon (The Lost Treasure of the Grand Canyon) (20 décembre)

### 2009
1. Le Voyage fantastique du capitaine Drake (The Immortal Voyage of Captain Drake) (17 janvier)
2. Planet Raptor (en) (25 janvier)
3. La Malédiction de Beaver Mills (Wyvern) (31 janvier)
4. Splinter (14 février)
5. Hydra (en) (22 février)
6. Anaconda 4 (Anacondas: Trail of Blood) (28 février)
7. War Wolves (8 mars)
8. Carnage en haute mer (Sea Beast) (14 mars)
9. À l'aube du dernier jour (Polar Storm) (28 mars)
10. Thor et le marteau des dieux (en) (Thor : Hammer of the Gods) (11 avril)
11. La Prophétie de l'oracle (en) (Knights of Bloodsteel) (19-20 avril)[45]
12. Carnage (Carny) (25 avril)[46]
13. Périmètre mortel (100 Feet) (26 avril)
14. Fireball (3 mai)
15. Merlin et le livre des créatures (de) (Merlin and the Book of Beasts) (30 mai)
16. Les Convoyeurs de l'espace (en) (Star Runners) (13 juin)[47]
17. La Fureur des gargouilles (Rise of the Gargoyles) (21 juin)
18. The Mutant Chronicles (27 juin)
19. Les Sables de l'enfer (Sand Serpents) (11 juillet)
20. La Traversée des enfers (Hellhounds) (19 juillet)
21. Malibu Shark Attack (25 juillet)
22. Infestation (8 août)
23. Phantom Racer[48] (22 août)
24. Invasion au Far-West (High Plains Invaders) (30 août)
25. Paranormal Phenomena (Lightning Strikes) (12 septembre)[49]
26. Book of Blood (Clive Barker's Book of Blood) (20 septembre)
27. Children of the Corn (26 septembre)
28. Secousse sismique (Megafault) (10 octobre)
29. Les Immortels de la nuit (Wolvesbayne) (18 octobre)
30. Le Pentacle maudit (Ghost Town) (24 octobre)[49]
31. Tornades de glace (Ice Twisters) (14 novembre)
32. La Créature de Sherwood (Beyond Sherwood Forest) (28 novembre)
33. Alice au pays des merveilles (Alice) (6-7 décembre)
34. Annihilation Earth (12 décembre)

### 2010
1. Battlestar Galactica: The Plan (10 janvier)
2. House of Bones (16 janvier)[50]
3. Tempête de météorites (Meteor Storm) (30 janvier)
4. La Belle et la Bête (Beauty and the Beasts: A Dark Tale) (27 février)
5. Dinoshark (13 mars)[51]
6. La Relique maudite (Dark Relic) (27 mars)[51]
7. Mega Piranha (10 avril)[52]
8. Riverworld, le fleuve de l'éternité (en) (Riverworld) (18 avril)[53]
9. Mothman (en) (24 avril)[52]
10. Mongolian Death Worm (en) (8 mai)[54]
11. Witchville (en) (22 mai)[54]
12. Stonehenge Apocalypse (12 juin)
13. Phantom, le masque de l'ombre (The Phantom) (20 juin)
14. Dinocroc vs. Supergator (26 juin)
15. Goblin (en) (7 juillet)[55]
16. Jack Hunter et le Trésor perdu d'Ugarit (Jack Hunter and the Lost Treasure of Ugarit) (31 juillet)[55]
17. Frost Giant / Arctic Predator (7 août)[56]
18. Lake Placid 3 (21 août)[56]
19. Mandrake (11 septembre)[57]
20. Sharktopus (25 septembre)[57]
21. Monsterwolf (en) (9 octobre)[58]
22. Red: Werewolf Hunter (en) (30 octobre)[58]
23. The Lost Future (13 novembre)[59]
24. Triassic Attack (en) (27 novembre)[59]
25. Piège de glace (en) (Ice Quake) (11 décembre)[60]

### 2011
1. Le Monstre des abîmes (Behemoth) (15 janvier)
2. Mega Python vs. Gatoroid (29 janvier)
3. Iron Invader (en) (ou Metal Shifters) (12 février)[61]
4. 51 (ou Area 51) (26 février)[61]
5. Last Days of Los Angeles (Battle of Los Angeles) (12 mars)
6. The Banshee (Scream of the Banshee) (26 mars)
7. Ferocious Planet (9 avril)
8. Roadkill (23 avril)
9. Almighty Thor (7 mai)
10. Sinbad et le Minotaure (en) (Sinbad and The Minotaur) (21 mai)[62]
11. Red Faction: Origins (4 juin)
12. Terreur dans l'Arctique (Ice Road Terror) (11 juin)
13. Swamp Shark (25 juin)[63]
14. Le Dernier Volcan (Super Eruption) (16 juillet)[64]
15. Age of the Dragons (30 juillet)
16. Le Jugement dernier (Doomsday Prophecy) (13 août)
17. Les Roches maudites (Killer Mountain) (27 août)
18. Jabberwock : La Légende du dragon (Jabberwock) (10 septembre)[65]
19. Morlocks (24 septembre)[65]
20. Les Racines de la destruction (The Terror Beneath / Seeds of Destruction) (8 octobre)[66]
21. Zombie Apocalypse (29 octobre)[66]
22. La Fureur du Yéti (en) (Rage of the Yeti) (12 novembre)[67]
23. Apocalypse climatique (Storm War) (26 novembre)[67]
24. Neverland (4-5 décembre)
25. Armageddon de glace (Snowmageddon) (10 décembre)[68]
26. Armageddon 2013 (Earth's Final Hours) (17 décembre)

### 2012
1. Astéroïde (Collision Earth) (14 janvier)[69]
2. Miami Magma / Swamp Volcano (28 janvier)[69]
3. Jules Verne's Mysterious Island (en) (Jules Verne's Mysterious Island) (11 février)[70]
4. Les Secrets de la forêt noire (Black Forest) (25 février)[70]
5. Witchslayer Gretl / Gretl: Witch Hunter (25 février)[70]
6. Red Clover (Leprechaun's Revenge) (17 mars)[71]
7. Panique sur Seattle (Seattle Superstorm) (31 mars)[71]
8. Alien Tornado (21 avril)[72]
9. La Tornade de l'Apocalypse (Mega Cyclone / Space Twister) (28 avril)[72]
10. L'Île au trésor (Treasure Island) (5 mai)
11. American Warships (American Battleship) (19 mai)
12. Super Shark (26 mai)[73]
13. Jersey Shore Shark Attack (9 juin)[74]
14. Piranhaconda (en) (16 juin)[74]
15. School Spirits (20 juin)[75]
16. Arachnoquake (23 juin)[74]
17. Bigfoot (en) (30 juin)[74]
18. Vampyre Nation (True Bloodthirst) (14 juillet)[76]
19. Le Projet Philadelphia, l'expérience interdite (The Philadelphia Experiment) (28 juillet)[76]
20. Boogeyman (11 août)[77]
21. Ghostquake : La Secte oubliée (Haunted High / Ghostquake) (25 août)[77]
22. Aladdin and the Death Lamp (15 septembre)[78]
23. Pegasus vs. Chimera (15 septembre)[78]
24. Lake Placid: The Final Chapter (29 septembre)[78]
25. Paranormal initiation (American Horror House) (13 octobre)[79]
26. Rise of the zombies (27 octobre)[79]
27. Ghost Storm (10 novembre)
28. Donjons et Dragons 3, le livre des ténèbres (Dungeons & Dragons: The Book of Vile Darkness) (24 novembre)
29. Les Douze Plaies de l'Apocalypse (en) (The 12 Disasters of Christmas) (8 décembre)[80]

### 2013
1. Tasmanian Devils (19 janvier)[81]
2. Yétis : Terreur en montagne (Deadly Descent / Abominable Snowman) (26 janvier)[81]
3. Heebie Jeebies (en) (9 février)[82]
4. Le Jour de l'Apocalypse (End of the World) (23 février)[82]
5. Flying Monkeys (9 mars)[83]
6. Chupacabra vs. The Alamo (en) (23 mars)[83]
7. Battledogs (6 avril)[84]
8. Independence Daysaster (27 juin)[85]
9. Sharknado (11 juillet)[86]
10. Tempête à Las Vegas (Blast Vegas) (18 juillet)[86]
11. Invasion Roswell (8 août)[87]
12. Ghost Shark (22 août)[87]
13. Ragin Cajun Redneck Gators (5 septembre)[88]
14. Robocroc (14 septembre)[88]
15. Scarecrow (en) (5 octobre)[89]
16. Grave Halloween (en) (19 octobre)[89]
17. Zombie Night (en) (26 octobre)[89]
18. Bering Sea Beast (9 novembre)[90]
19. Tornades de pierres (Stonados) (23 novembre)[90]

### 2014
1. Bermuda Tentacles (12 avril)[91]
2. Mega Shark vs. Mecha Shark (26 juillet)[92]
3. Sharknado 2: The Second One (30 juillet)[92]
4. Sharktopus vs. Pteracuda (2 août)[92]
5. Zodiac: Signs of the Apocalypse (en) (16 août)
6. Dark Haul (4 octobre)[93]
7. Dead Still (6 octobre)[93]
8. Finders Keepers (18 octobre)[93]
9. Mutant World (8 novembre)[94]
10. Christmas Icetastrophe (en) (20 décembre)[95]

### 2015
1. Lake Placid vs. Anaconda (25 avril)[96]
2. Roboshark (18 juillet)[97]
3. Mega Shark vs. Kolossus (18 juillet)[97]
4. Sharktopus vs. Whalewolf (19 juillet)[97]
5. 3-Headed Shark Attack (20 juillet)[97]
6. Zombie Shark (20 juillet)[97]
7. Sharknado 3: Oh Hell No! (22 juillet)[97]
8. Lavalantula (25 juillet)[97]
9. Night of the Wild (3 octobre)[98]
10. Ominous (10 octobre)[98]
11. They Found Hell (17 octobre)[98]
12. The Hollow (24 octobre)[98]
13. Childhood's End : Les Enfants d'Icare (Childhood's End) (14-15-16 décembre)

### 2016
1. Dead 7 (1er avril)[99]
2. Atomic Shark (24 juillet)
3. Dam Sharks (25 juillet)
4. Ice Sharks (26 juillet)
5. Planet of the Sharks (27 juillet)
6. Ozark Sharks (28 juillet)
7. Sharknado: The 4th Awakens (31 juillet)
8. 2 Lava 2 Lantula[100] (6 août)
9. The Crooked Man (1er octobre)[101]
10. Day of Reckoning (8 octobre)[101]
11. Stake Land 2 (15 octobre)[101]
12. Shadows of the Dead (22 octobre)[101]
13. The Night Before Halloween (29 octobre)[101]

### 2017
1. Sharknado 5: Global Swarming (6 août)[102]
2. Jeepers Creepers 3 (28 octobre)[103]